# Letcombe Brook
Der Letcombe Brook ist ein Wasserlauf in Oxfordshire, England. Er entsteht als Abfluss eines langgestreckten Sees am nördlichen Rand von Letcombe Bassett und fließt in nördlicher Richtung durch Letcombe Regis, Wantage, Grove und East Hanney bis zu seiner Mündung in den Childrey Brook.